# مجموعة شركات كريازي

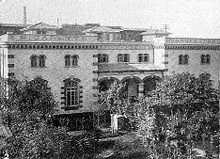
صورة للمصنع قديما

مجموعة شركات كريازى هي شركة لإنتاج الأجهزة المنزلية في مصر والعالم العربي بدأت نشاطها في مجال الأجهزة المنزلية عام 1985م حيث قامت بتأسيس أول مصنع لإنتاج الثلاجات في مدينة العاشر من رمضان. ينتج المعمل الثلاجات والمجمدات المنزلية لتغطية السوق المحلية كما يقوم بالتصدير.

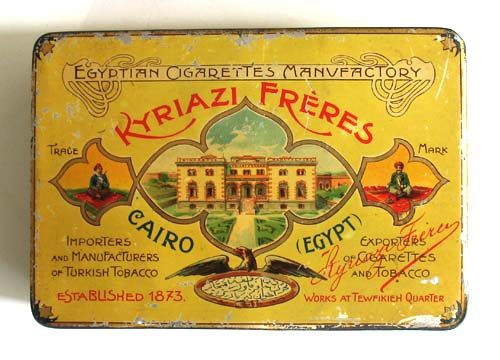
علبة سجائر كريازي

## التاريخ
تأسست شركة كريازي عام 1873 تحت مُسمي Kyriazi Freres شركةً تصنيع سجائر في مصر. أسس الشركة إيوانيس كيريازيس مع إخوته إفستاثوس و إيبامينونداس بالإضافة إلي أخويه الآخرين جورج و ديميتريس اللذين لعبوا أيضًا دورًا نشطًا في الشركة.[بحاجة لمصدر]
كان والد إيوانيس هو (كيريازيس حاجي كيريازيس) (مواليد 1817) من كيسوس في ثيساليا (اليونان).[بحاجة لمصدر] كان تاجر تبغ ومعاطف، متزوج من كيراتسو أليكسوبولو (الزوجة الأولى) وماريا (مواليد 1820 ، الزوجة الثانية). ذهب يوانيس إلى تجارة التبغ في سميرنا ، لكنه أُجبر على الخروج من اليونان بفعل احتكار التبغ التركي. أسس شركة لاستيراد التبغ ومصنع سجائر في شارع الموسكي في القاهرة في مصر، والتي أصبحت فيما بعد تعرف باسم Kyriazi Freres. تأسست الشركة رسميًا في عام 1873 ، كما هو معلن على جميع منتجاتها. في عام 1897 ، شيد الأخوان مصنعًا لهذا الغرض في منطقة التوفيقية بالقاهرة وظّفوا أكثر من 500 عامل لتصنيع السجائر المصنوعة يدويًا.[بحاجة لمصدر]
توسعت الشركة بعد حملة إعلانية وأصبحت علاماتها التجارية معروفة في جميع أنحاء أوروبا و الشرق الأوسط.[بحاجة لمصدر] كانت لديها منفذ في 20 في لندن، وكذلك وكلاء في النمسا و المجر وسويسرا.[بحاجة لمصدر] بحلول عام 1901، كانت كريازي تُصدر أكثر من 103 مليون سيجارة سنويًا.[بحاجة لمصدر] بعد بضع سنوات، افتتح أبناء يوانيس (داميانوس و كونستانتينوس مواليد 1891 وتوفي 1962) مصانع مخصصة في أمستردام بهولندا (1922) وفي هامبورغ بألمانيا (1925).
ومن أشهر علاماتهم التجارية هي Aris و Astra و Conqueror Extra و Egyptica و Amir و Ferik و Finas و Ideal و Imperatore و Neptune و Special و Zenith. حصلت هذه العلامات التجارية على العديد من جوائز الجودة في المعارض و المعارض التجارية.[بحاجة لمصدر]

## مصنع القاهرة
كان مصنعهم الأصلي يقع في مبنى شيد خصيصًا في الحي الأوروبي بالقاهرة، و تحديداً في سوق التوفيقية.[بحاجة لمصدر] كانت هذه المنطقة عبارة عن مزيج من المنشآت السكنية و التجارية و الدبلوماسية. احتل المبنى الأحمر و البيج و حديقته 3000 متر مربع. كان مصنع كريازي ولا يزال مبنى تاريخيًا شهيرًا.[بحاجة لمصدر] كتبت صحيفة كايرو تايمز أن «... المكان ينبض بالحيوية اليوم كما كان في أيام كيريازي باشا».[7:الصفحة الإنجليزية]

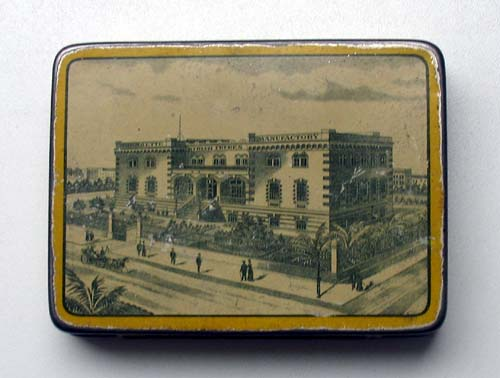
علبة عليها صورة مصنع كيريازي بالقاهرة.

## مصانع المجموعة و منتجاتها اليوم
تتكون مجموعة الشركات من أربعة مصانع اثنان منهما لإنتاج الثلاجات والفريزارات وآخر لإنتاج الغسالات أما المصنع الرابع فهو لإنتاج الطاهى الغازي والسخانات المنزلية التي تعمل بالكهرباء والغاز.
تقع المصانع الثلاث الأخيرة في طريق القاهرة بلبيس مدينة العبور بمساحة إجمالية 220.000 متر مربع.
يبلغ عدد العاملين في مجموعة الشركات 4600 موظف.

## تطور المجموعة
شهدت المجموعة تطوراً من حيث افتتاح المصانع ففي عام 1995 افتتح معمل الغسالات تلاه في عام 1999 افتتاح المصنع الثالث الذي ينتج موديلات جديدة من الثلاجات والمجمدات، وكان آخرها المصنع الرابع الذي افتتح عام 2005 لإنتاج سخانات المياه المنزلية.[بحاجة لمصدر]